# 遼詩紀事
遼詩紀事，遼代詩歌集。陳衍輯，凡12卷。
《遼詩紀事》成書於《元詩紀事》之後，收錄遼代詩歌，多取材自《遼文存》、《遼文萃》，並附上西夏、高麗兩國作品。1936年商務印書館印行。